# Saharastega moradiensis
Saharastega moradiensis és una espècie d'amfibi temnospòndil extint que va viure al període Permià, fa entre 251 i 260 milions d'anys. Les restes fòssils de Saharastega foren descobertes pel paleontòleg Christian A. Sidor a la formació de Moradi, a Níger, i va ser descrita breument l'any 2005 i detalladament l'any 2006.